# Aldehorno
Aldehorno er en by og kommune i det centrale Spanien i provinsen Segovia. Den har et indbyggertal på 59 (2024) indbyggere.